# Камнерезная машина
Камнерезная машина — (англ. stone cutting machine) установка, предназначенная для выпиливания штучного камня из массива горных пород в карьерах и шахтах.

## Характеристики камнерезных машин
- фронт работ — более 500м
- производительность — до 25м³/ч

## Применение камнерезных машин
- вырезка из горного массива стенового камня
- вырезка из горного массива облицовочного камня

## Рабочие инструменты камнерезных машин
- рабочий орган (дисковые, цепные или канатные пилы, кольцевые фрезы)
- консоль
- системы управления

## Классификация камнерезных машин
по виду рабочего органа
- камнерезные машины с дисковыми пилами
- камнерезные машины с кольцевыми фрезами
- камнерезные машины с цепными пилами
- камнерезные машины с канатными пилами
- комбинированные камнерезные машины

по области применения
- камнерезные машины для вырезки крупных блоков стенового и облицовочного камня
- камнерезные машины для вырезки мелких блоков стенового камня

по высоте обрабатываемого уступа
- низкоуступные камнерезные машины
- высокоуступные камнерезные машины

по расположению относительно уступа
- предуступные камнерезные машины
- уступные камнерезные машины
- надуступные камнерезные машины

по степени универсальности
- специализированные камнерезные машины
- универсальные камнерезные машины